# Układ podwójny kontaktowy

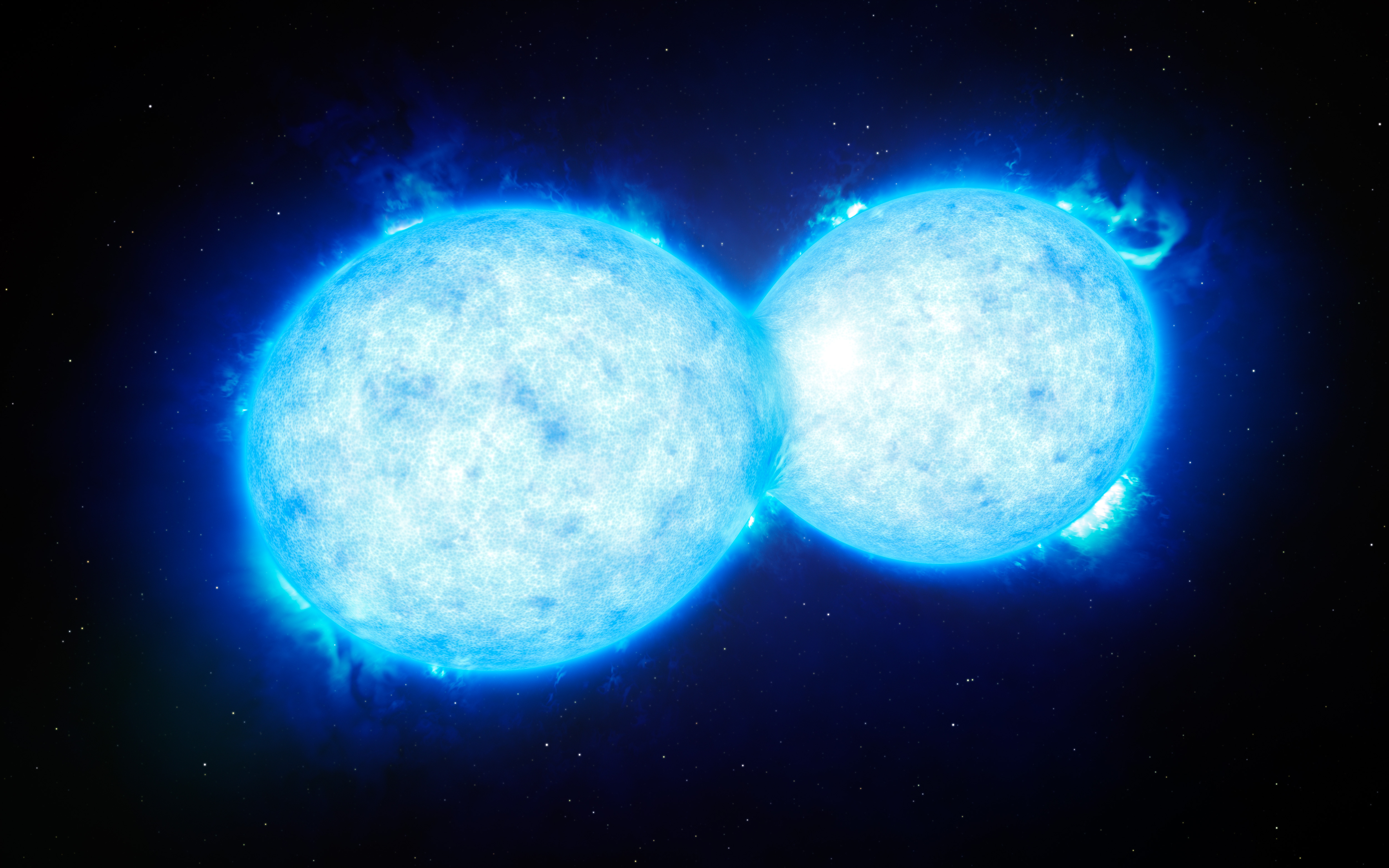
Wyobrażenie układu kontaktowego VFTS 352

Układ kontaktowy – ciasny układ podwójny gwiazd, krążących na tyle blisko, że całkowicie wypełniają one swoje powierzchnie Roche’a. Układ podwójny, w którym gwiazdy dzielą otoczkę, może być również nazywany układem nadkontaktowym. Termin „kontaktowy układ podwójny” został wprowadzony przez astronoma Gerarda Kuipera w 1941 roku.
Siły pływowe powodują znaczne zniekształcenie obu gwiazd. Ich zewnętrzne warstwy stykają się w okolicy punktu Lagrange’a L1, co sprawia, że następuje między nimi stała wymiana materii.
Pewną zagadką jest powstawanie tak ciasnych układów podwójnych. Uważa się, że wiele spośród nich to w rzeczywistości układy wielokrotne, w których oddziaływanie trzeciego towarzysza prowadzi do zbliżenia pozostałych dwóch gwiazd.
Prawie wszystkie znane układy kontaktowe są jednocześnie układami zaćmieniowymi. Są one znane także jako zmienne typu W Ursae Majoris (po pierwszej odkrytej tego typu gwieździe W Ursae Majoris).
Szybkość transferu energii między gwiazdami zależy od ich stosunku mas oraz stosunku jasności. W przypadkach, gdy gwiazdy pozostają w kontakcie geometrycznym, ale kontakt termiczny jest słaby, mogą występować znaczne różnice w ich temperaturach.
Układ podwójny kontaktowy bywa mylony z układem podwójnym ze wspólną otoczką. Różnica polega na tym, że układ podwójny kontaktowy jest stabilną konfiguracją dwóch gwiazd z okresem życia wynoszącym miliony lub nawet miliardy lat, a układ podwójny ze wspólną otoczką jest krótkotrwałą fazą ewolucji niektórych układów podwójnych, która trwa mniej niż tysiąc lat.